# Bodleybreen
De Bodleybreen is een gletsjer op het eiland Nordaustlandet, dat deel uitmaakt van de Noorse eilandengroep Spitsbergen.
De gletsjer is vernoemd naar Brits bibliothecaris Thomas Bodley (1545-1613).

## Geografie
De gletsjer ligt in het zuidoosten van Gustav-V-land en is noord-zuid georiënteerd. Hij komt vanaf de ijskap Vestfonna en mondt uit in het Wahlenbergfjorden.
Op ongeveer 25 kilometer naar het noordoosten ligt de gletsjer Croftbreen, op meer dan zes kilometer naar het oosten de gletsjer Winsnesbreen, op ruim vier kilometer naar het zuidoosten de gletsjer Etonbreen en op ongeveer drie kilometer naar het westen de gletsjer Eltonbreen.